# Syrakuzja
Syrakuzja – wybudowany na zlecenie tyrana Hierona II trójmasztowy dwudziestorzędowiec, prawdopodobnie największy pływający statek starożytności. 
Był jednym z wielu budowanych za jego panowania „zbożowców” kursujących do Egiptu. Atenajos podaje, że z drewna zużytego na tę konstrukcję można było wybudować 30 trirem; budowa trwała zaledwie 12 miesięcy (Uczta mędrców, ks. V, 40). 
Wybudowany w Syrakuzach pod kierunkiem architekta Archiasza z Koryntu, był olbrzymim statkiem transportowym wyposażonym też w rozmaite urządzenia obronne dla zabezpieczenia przed napaściami piratów. Napędzany 20 rzędami wioseł, mieścił niespotykaną dotąd ilość ładunku, m.in. 60 tysięcy miar (medymnów) zboża, 10 tys. dzbanów solonych ryb, 20 tys. talentów wełny oraz 20 tys. talentów innych towarów, nie licząc zapasów dla załogi i pasażerów. 
Jednostkę skonstruowano z dużą starannością i wyposażono w szereg ówcześnie luksusowych udogodnień, jak ogród i łazienkę (z dostępem do gorącej wody), mały gimnazjon, bibliotekę oraz zdobione zielenią i ocieniane płótnem deptaki dla pasażerów (stąd też określana bywa jako „Titanic starożytności” albo „wycieczkowiec starożytności”). Dla ich użytku posiadała też salon, 30 czteroosobowych kabin, 20 stajni dla koni, wielki zbiornik wody pitnej i sadzawkę dla ryb z morską wodą, a nawet kapliczkę Afrodyty. Ozdobnie wykończone pomieszczenia (drewno cedrowe, brąz, marmur, kość słoniowa) dekorowały nawet mozaiki i kamienne posadzki (Uczta mędrców, ks. V, 41–42).
Nie dość wiadomo o jego wyglądzie zewnętrznym, jednak według opisu Atenajosa, wystający ponad szerokość kadłubową górny pokład wsparty był na ozdobnych 6-łokciowych atlantach zamiast na zwykłych drewnianych podporach. Burty chronione były przed abordażem żelazną spiczastą palisadą, a statek miał też własne pomosty abordażowe („kruki”). Ponadto znajdowało się na nim osiem wież ze stanowiskami dla dwóch łuczników i czterech w pełni uzbrojonych ludzi, a na dziobie – podwyższona platforma, na której umieszczono potężną katapultę pomysłu Archimedesa. Przy konstrukcji statku wykorzystane zostały też inne jego wynalazki, m.in. śruba do irygacji, tu użyta do usuwania wody zęzowej. Jednostka wyposażona była w cztery drewniane i osiem żelaznych kotwic.
Ponieważ okazała się za wielka dla portów Sycylii, według przekazu Atenajosa olbrzym (przemianowany na „Aleksandrię”) odbył z ładunkiem zboża tylko jeden rejs z Syrakuz do egipskiej Aleksandrii, gdzie został podarowany Ptolemeuszowi III i wyciągnięty na ląd.
Syrakuzański tyran hojnie nagrodził poetę Archimelosa za epigram poświęcony niezwykłemu statkowi.